# 芋川正令
芋川 正令（いもかわ まさのり、生没年不詳）は、江戸時代後期の米沢藩の重臣で侍組分領家の一つ、芋川家当主。通称は伊織、後に縫殿。諱は正令。

## 経歴
芋川英親の次男として生まれる。次男であるために分家の芋川正利（義太夫）の養子となり、享保12年（1727年）に石高50石の芋川分家を家督相続した。元文元年（1736年）には藩主上杉宗房の小姓となる。
しかし、延享元年（1744年）に本家の嫡子が死去したので君命を受けて本家に戻り、芋川本家の嫡子となる。宝暦元年（1751年）に芋川本家・1000石を相続し、宝暦3年（1753年）に侍頭に就任し、宝暦5年（1755年）には江戸家老、宝暦11年（1761年）には奉行に就任する。
宝暦13年（1763年）に竹俣当綱による権臣森利真の殺害が起こるが、色部照長や千坂高敦とともにこれを支持し、竹俣や色部、千坂らとともに江戸藩邸の藩主上杉重定の下に事後報告を行う。
上杉治憲や竹俣らの改革には反対し、対立の末、明和5年（1768年）に奉行を辞職して隠居した。家督を相続した芋川延親が須田満主とともに安永2年（1773年）に七家騒動を起こしたため正令も連座で押込となる。